# الخشة (يافع)

تعديل مصدري - تعديل

الخشة هي إحدى قرى عزلة لبعوس بمديرية يافع التابعة لمحافظة لحج، بلغ تعداد سكانها 96 نسمة حسب تعداد اليمن لعام 2004.